# Maki Yuji
Yuji Maki (sinh ngày 21 tháng 10 năm 1982) là một cầu thủ bóng đá người Nhật Bản.

## Sự nghiệp câu lạc bộ
Yuji Maki đã từng chơi cho Cerezo Osaka.